# Beugelen (sport)

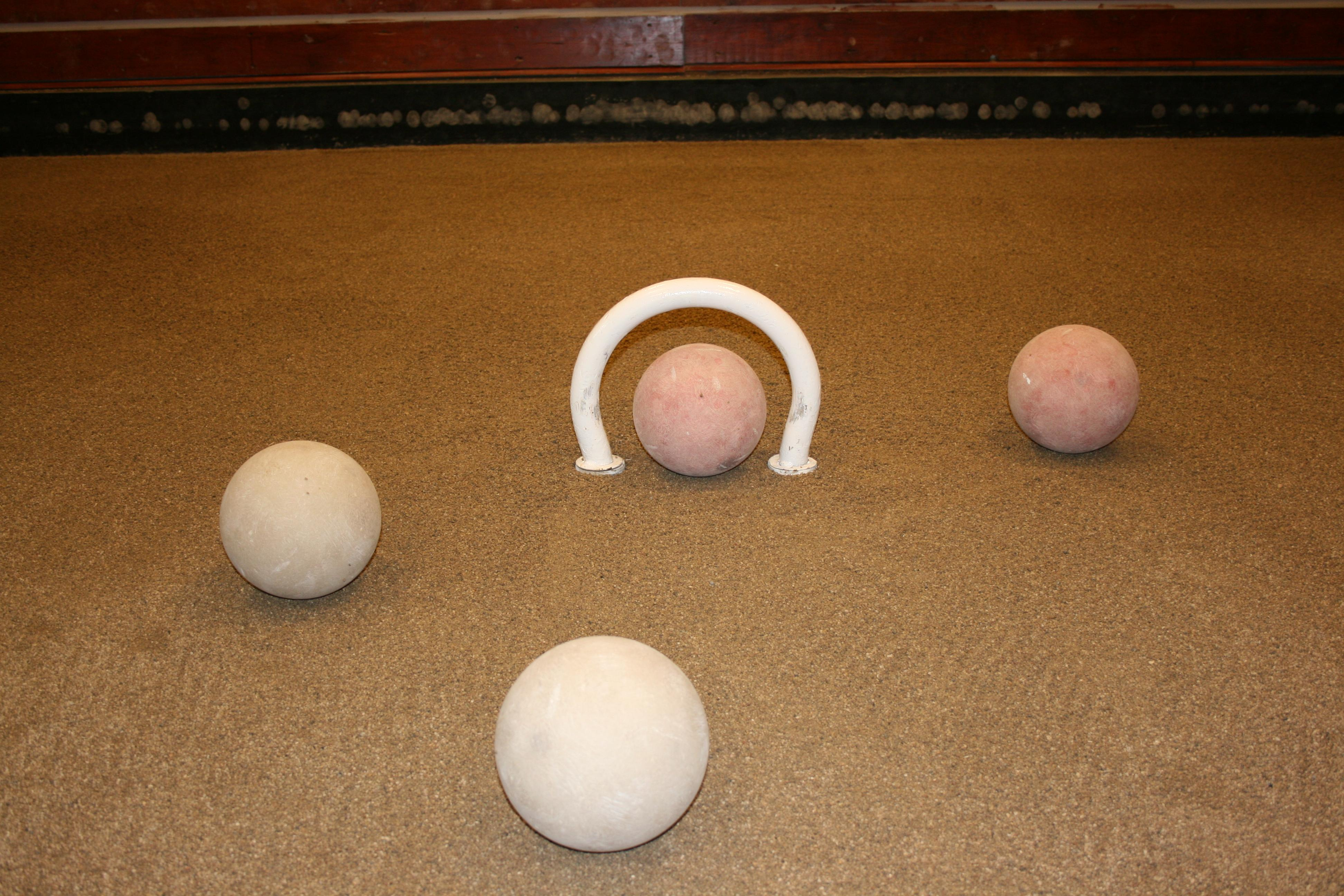
Bollen en ring

Beugelen is een volkssport waarbij een zware bol met een houten schop of sleger in beweging gebracht wordt. Het is de bedoeling om de bol door de ring in het midden van de baan te laten rollen. Deze sport wordt beoefend in Belgisch en Nederlands Limburg en Noord-Brabant (Nederland). Het is een van de oudste balsporten van Nederland.

## Geschiedenis

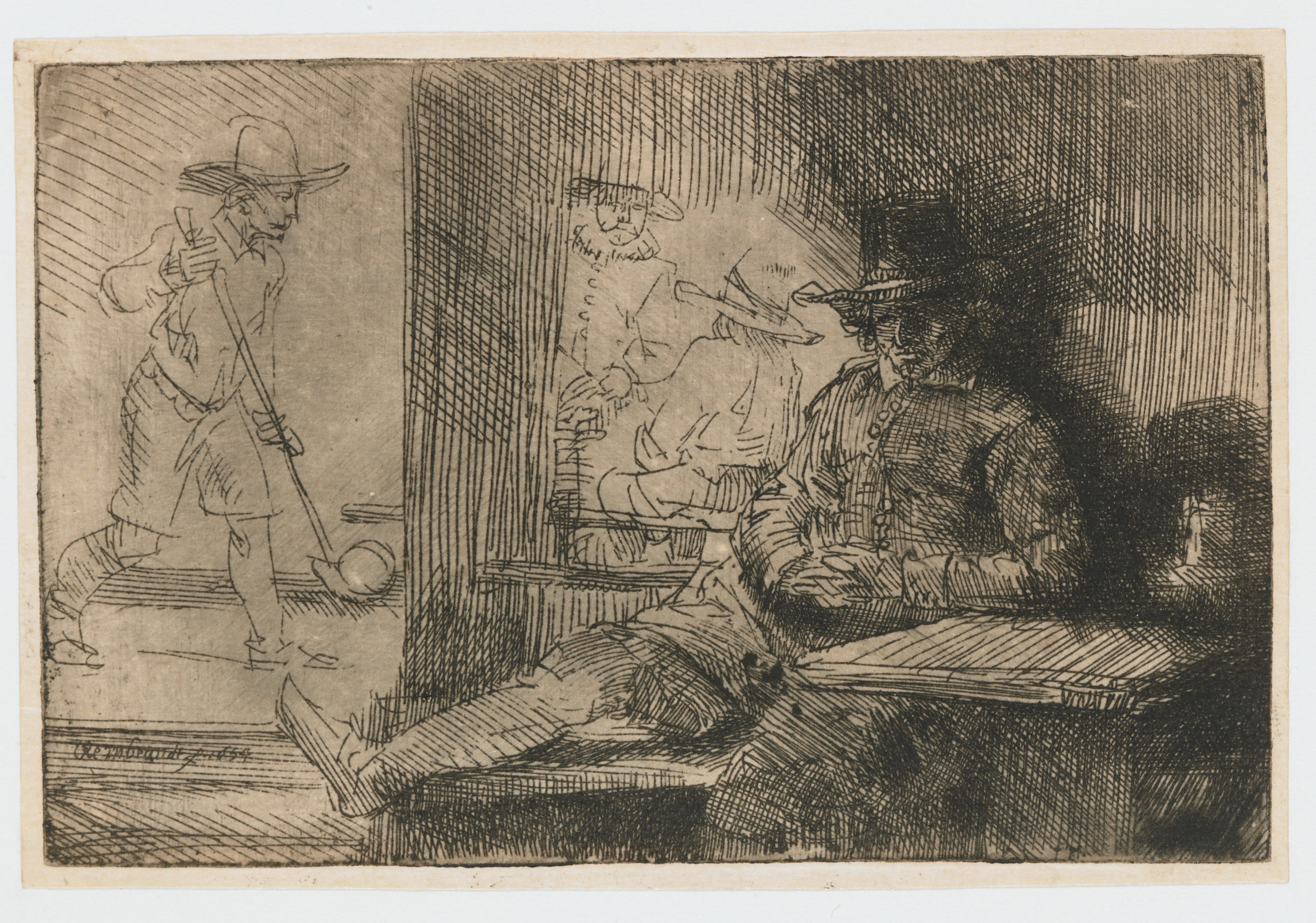
Ets van een beugelaar door Rembrandt

In Haarlem schonk in 1390 Hertog Albrecht een stuk grond om er een beugelbaan op aan te leggen. In de archieven van Deventer stond in 1432 vermeld dat er werd gebeugeld aan de oever van de IJssel. In Vlaanderen vinden we deze sport terug in archieven van Brugge uit 1461 en van Ieper uit 1531.
Een van de eerste afbeeldingen dateert uit 1600. Een schilderij van Pieter Brueghel de Jonge toont het Beugelspel tijdens de St. Joriskermis. Ook is er een pentekening uit 1611 van Augustus von Mayerburg die het beugelspel toont voor het paleis van de ambassadeurs in Moskou. Een houtsnijwerk in het St. Anna-altaar in Kempen (Duitsland) beeldt twee beugelende kinderen uit.
Misschien was het in het begin een spel van de adel. Al snel (1483, verordening in Deventer) werd het door het gewone volk overgenomen en groeide het beugelen uit tot een echte volkssport. Tot aan de Tweede Wereldoorlog trof men vooral in Limburg en Brabant in elk dorp nog één of twee beugelbanen aan. Dit waren merendeels niet-overdekte banen, in de buurt van herbergen, waar men uitsluitend voor ontspanning beugelde, of toernooien speelde om hammen en worsten. In 1933 werd de Nederlandse Beugel Bond opgericht. Er worden nu competitiewedstrijden gespeeld. Het blijft een volksspel, dat hoort bij Brabant, Limburg en Belgisch Limburg.

## Het spel
Het beugelen wordt gespeeld op een baan met lemen ondergrond en een afmeting van ± 10 x 5 meter. Een ijzeren ring, de beugel, staat op ± 7 meter van de onderkant van de baan. De bedoeling van het spel is om de bol (ruim 4 kg in gewicht) met een houten schopje door de beugel te spelen. 
Er wordt individueel gespeeld of twee tegen twee. Elke speler speelt met twee bollen, zodat er totaal 4 bollen in het spel zijn. Alle bollen worden door de respectievelijke spelers om en om gespeeld. Punten worden gescoord door de bal door de poort te spelen of de bal van de tegenstander aan de korte kant, het verst van de beugel, uit de baan te spelen. Beide levert 2 punten op. Wie het eerste een totaalscore van 30 punten heeft behaald is de winnaar.
De Nederlandse Beugelbond organiseert een beugelcompetitie voor ploegen van vijf spelers.  
De sport vereist geen specifieke krachttraining. Tactisch spelinzicht en spelvaardigheid zijn de belangrijkste criteria. Het spel kan gespeeld worden door jong en oud en door mannen en vrouwen.